# Статус міста у Великій Британії

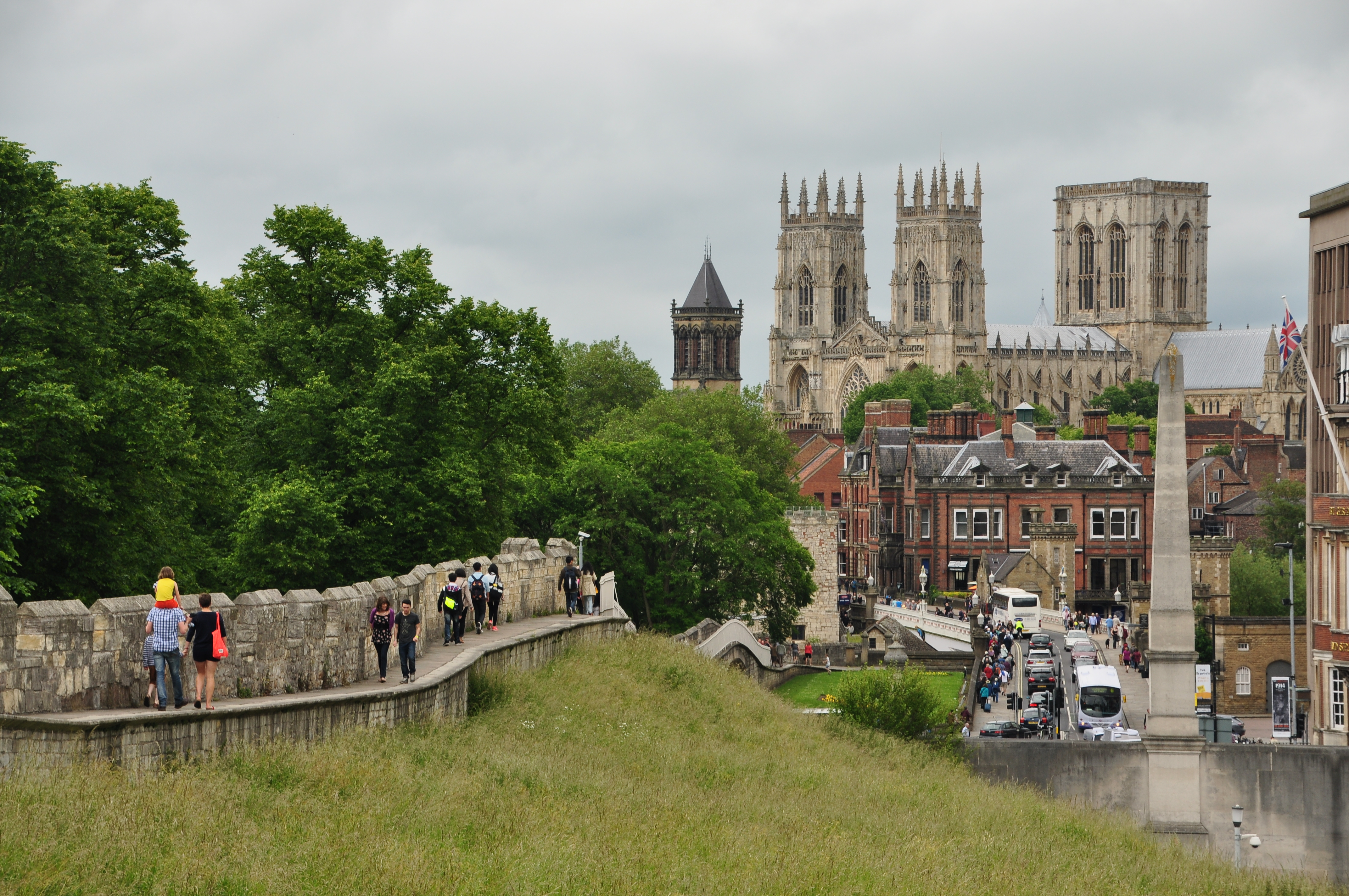
До 19 століття статус міста в Англії та Уельсі асоціювався з наявністю собору, такого як Йоркський собор.

Статус міста у Великій Британії надається монархом Сполученого Королівства вибраній групі громад. Станом на 22 листопада 2022, у Сполученому Королівстві 76 міст — 55 в Англії, сім в Уельсі, вісім у Шотландії та шість у Північній Ірландії. Незважаючи на те, що статус міста не дає особливих прав, він може бути ознакою престижу та надає місцевої гордості. Статус не застосовується автоматично на основі будь-якого конкретного критерію, хоча в Англії та Уельсі він традиційно надавався містам з єпархіальними соборами. Цей зв’язок між наявністю англіканського собору та назвою міста було встановлено на початку 1540-х років, коли король Генріх VIII заснував єпархії (у кожній з них був собор у міському місті ) у шести англійських містах і надав їм статус міста шляхом видачі патентних листів. Статус міста в Ірландії було надано набагато меншій кількості громад, ніж в Англії та Уельсі, і в сучасній Північній Ірландії є лише два міста до 19-го століття. У Шотландії статус міста не отримав явного визнання з боку держави до 19 століття. У той час відбулося відродження надання статусу міста спочатку в Англії, де надання супроводжувалося встановленням нових соборів, а згодом у Шотландії та Ірландії. У 20-му столітті було чітко визнано, що статус міста в Англії та Уельсі більше не буде прив’язаний до наявності собору, і відтоді гранти надавалися громадам за різними критеріями, включаючи кількість населення.
Скасування деяких корпоративних органів у рамках послідовних реформ місцевого самоврядування, починаючи з Закону про муніципальні корпорації (Ірландія) 1840 року, позбавило деякі стародавні міста їх статусу. Проте для більшості постраждалих міст були видані листи-патенти, щоб забезпечити продовження або відновлення їхнього статусу. На даний момент Рочестер і Елгін є єдиними колишніми містами Сполученого Королівства. Назва «Місто» сама по собі не означає статус міста; його можна додавати до топонімів для історичної асоціації (наприклад, White City) або для маркетингу чи усунення неоднозначностей (наприклад, Стратфорд Сіті). Кілька великих міст (наприклад, із понад 200 000 мешканців) у Великій Британії є більшими за деякі малі міста, але не можуть законно називатися містами без королівського позначення. 

## Історія
Початкові міста (лат. civitas) Британії були укріпленими поселеннями, організованими римлянами як столицями кельтських племен під владою Риму. Британські священнослужителі раннього Середньовіччя пізніше зберегли традиційний список «28 міст » Old Welsh), який згадував Гілдас і перерахував Ненніус.
У 16 столітті місто визнавалося містом англійською короною, якщо в його межах був єпархіальний собор, для якого в Англії та Уельсі існувало 22 єпархії (див. Надання статусу міста далі в статті). Цей зв’язок між наявністю собору та назвою міста був встановлений, коли Генріх VIII заснував нові єпархії (кожна мала собор у міському центрі) у шести англійських містах, а також надав їм статус міста шляхом видачі патентних листів, демонструючи, що вони є дискретні процедури. Деякі міста сьогодні є дуже маленькими, тому що вони отримали статус міст у 16 столітті або раніше, а потім на них не вплинуло зростання населення під час промислової революції, зокрема Веллс (населення близько 10 000) і Сент-Девідс (населення близько 2 000). Після 16 століття жодних нових єпархій (і нових міст) не було створено до 19 століття в Англії ( ще одне місто було створено в Ірландії під час правління короля Якова I у 17 столітті).

#### 1836–1888
Довгоочікуване відновлення створення єпархій почалося в 1836 році з Ріпоном. Міська рада Ріпона припустила, що це підняло місто до рангу міста, і почала називати себе містом і районом Ріпон . Наступною сформованою єпархією став Манчестер, і його міська рада почала неофіційно використовувати назву міста. Коли королева Вікторія відвідала Манчестер у 1851 році, виникли широкі сумніви щодо його статусу. Претензії було покладено край, коли район подав клопотання про статус міста, який було надано патентом у 1853 році. Це зрештою змусило Ріпон упорядкувати свою позицію; статус міста було визнано парламентським актом 1865 року. З цього року Ріпон отримав статус міста, тоді як агломерація Лідса, яка швидко розросталася в єпархії Ріпон, не мала. Справа Манчестера створила прецедент, згідно з яким будь-який муніципальний район, у якому було засновано англіканський престол, мав право подати петицію про статус міста. Відповідно, Труро, Сент-Олбанс, Ліверпуль, Ньюкасл-апон-Тайн і Вейкфілд були офіційно визначені містами між 1877 і 1888 роками.
В оголошенні від 20 травня 2022 року було заявлено, що з короткого списку буде створено вісім нових міст, принаймні по одному в кожній країні Великобританії, а також на заморських територіях. В Англії цієї честі мали бути Мілтон-Кейнс, Колчестер і Донкастер. Данфермлайн, колишня королівська столиця Шотландії, отримав привілей. Бангор у Північній Ірландії також був нагороджений, а титул в Уельсі отримав Рексем. Після того, як ці місця отримають свої патенти пізніше у 2022 році, це збільшить кількість офіційних міст на материку до 76, з них 55 в Англії, вісім у Шотландії, сім в Уельсі, шість у Північній Ірландії. За межами Великої Британії Стенлі на Фолклендських островах, а також Дуглас на острові Мен отримали статус, у результаті якого після підтвердження загальна кількість міст зросте до чотирьох: одне у залежних регіонах і три на британських заморських територій.

#### Великий Лондон
Окрім Лондона та Вестмінстера, жодній місцевій владі Великого Лондона не надано статус міста. Міністерство внутрішніх справ дотримувалося політики протидії будь-яким спробам столичних районів перетворитися на міста, навіть якщо їхнє населення та інші запропоновані претензії як критерії кваліфікації могли б зробити їх відповідними. Вважалося, що така дотація підірве статус двох існуючих міст у столиці. Столичний округ Саутворк подав низку заявок, але в 1955 році міському клерку було сказано: «...незалежно від його минулої історії, зараз він є лише частиною лондонської агломерації і майже нічим не відрізняється від багатьох інших районів Великого Лондона. райони».
Такі самі заперечення були висунуті, коли лондонські райони Кройдон і Саутворк невдало взяли участь у змаганні за статус міста з нагоди відзначення тисячоліття: говорилося, що Кройдон «не має особливої ідентичності», тоді як Саутворк був «частиною Лондона з невеликою індивідуальною ідентичністю». Коли конкурс проводився на честь Золотого ювілею 2002 року, Кройдон подав шосту заявку, знову невдалу. До нього приєднався лондонський район Гринвіч, який наголошував на своїх королівських і морських зв’язках, водночас стверджуючи, що «для Лондона такий же, як Версаль для Парижа». У цьому ключі Гринвіч приєднався до Кінгстона-на-Темзі, Кенсінгтона та Челсі в Лондоні, отримавши титул Королівського району в 2012 році.

### Шотландія
До 1889 року в Шотландії не було міст за королівською хартією чи грамотами. Найближчим еквівалентом у Шотландії до Союзу був королівський бург. Термін місто » не завжди застосовувався послідовно, і були сумніви щодо кількості офіційно визначених міст. Королівські міста Единбург і Перт у давнину використовували назву civitas, але термін місто, здається, не використовувався до 15 століття. На відміну від ситуації в Англії, в Шотландії не було зв'язку між наявністю собору і назвою міст. Абердін, Глазго та Единбург були прийняті як міста за давнім вживанням у 18 столітті, тоді як Перт та Елгін також використовували назву. У 1856 році місто Данфермлайн вирішило використовувати титул міста в усіх офіційних документах у майбутньому, виходячи з тривалого використання та свого колишнього статусу королівської столиці. Офіційно статус не було визнано до 2022 року.

## Сучасна практика надання статусу міста
Згідно з меморандумом Міністерства внутрішніх справ, виданим у 1927 році,
Якщо місто бажає отримати титул міста, правильним методом процедури є звернення до короля через Міністерство внутрішніх справ з петицією. Обов’язком міністра внутрішніх справ є подання таких петицій до Його Величності та повідомлення Його Величності щодо відповіді, яку необхідно повернути. Загальноприйнятим принципом є те, що надання титулу рекомендується лише у випадку міст першого рангу за населенням, розміром і значенням, які мають особливий характер та власну ідентичність. Таким чином, на сьогодні титул дається лише рідко та за виняткових обставин.

### Міські ради
Наявність статусу міста не дає населеному пункту жодних особливих прав, окрім права називати себе «містом». Тим не менш, це найменування має свій престиж, і, отже, боротьба за статус є важкою.
Історично статус міста міг бути наданий лише об’єднаним містам. Грант надавався спеціально для відповідної території місцевого самоврядування, наприклад, цивільної парафії чи району. Однак останні гранти використовують більш вільне формулювання, де статус надається «місту». У більшості випадків «місто» вважається суміжним з відповідною територією місцевого самоврядування, таким чином власник статусу міста є корпоративним органом ради. Приклади включають листовий патент, наданий «Містам Брайтон і Гоув», «Місту Вулвергемптон» і «Місту Ньюпорт у графстві Ньюпорт». У кожному разі існуюча міська рада ставала міською радою.

#### Англія
Тринадцять із 55 міст Англії знаходяться в столичних округах, а їхні міські ради є однорівневими столичними районними радами. За межами столичних округів чотирнадцять міст мають унітарну владу, а п'ятнадцять мають звичайні районні ради, які підпорядковані місцевій раді округу. У Лондоні Вестмінстерська міська рада функціонує як рада району Лондона, а Корпорація Сіті Лондона є радою лондонського Сіті. Вісім менших єпископських міст, таких як Ріпон і Уеллс, не є ані округами місцевого самоврядування, ані входять до «округу місцевого самоврядування зі статусом міста», і мають міські ради, які є парафіяльними, з обмеженими повноваженнями. Два міста (Бат і Честер) не мають міської ради, тоді як Дарем має «міську» парафіяльну раду – однак вони зберігають статус через чартерних опікунів від імені своїх попередніх районних територій, які мали статус міста до того, як були скасовані в 1996 і 2009 роках.

#### Шотландія
Абердін, Данді, Единбург і Глазго самі по собі є місцевими радами та мають власні міські ради. Міста Данфермлайн, Перт, Стірлінг та Інвернесс є частиною районів, які не мають міського статусу, і не мають міських рад. Заявка Ради Стірлінга на статус міста стосувалася спеціально міської території (тепер колишнього) Королівського бургу Стірлінга та включала пропоновані межі міста, які є набагато меншими за територію Ради Стірлінга.

#### Уельс
Кардіфф, Ньюпорт, Свонсі та Рексем є головними районами та мають міські ради. Міські ради Бангора, Сент-Асафа та Сент-Девідса є громадськими радами з обмеженими повноваженнями.

#### Північна Ірландія
Міська рада Белфаста — окружна рада місцевого самоврядування. Після реформ місцевого самоврядування 2015 року чотири інші міста Арма, Деррі, Лісберн і Ньюрі утворюють частини більш широких округів і не мають власних рад.

## Офіційно визначені міста
На даний момент у Великій Британії офіційно визначено 76 міст, 17 з яких були створені з 2000 року під час конкурсів на честь нового тисячоліття та Золотого ювілею королеви Єлизавети II у 2002 році, Діамантового ювілею у 2012 році та Платинового ювілею у 2022 році. Це призначення користується великим попитом, оскільки понад 40 громад подали заявки на останні конкурси.

### Список офіційно визначених міст

#### Англія
Бат

  Бірмінгем

  Бредфорд

  Брайтон і Хоув

  Брістоль

  Кембрідж

  Кентербері

  Карлайл

  Челмсфорд

  Честер

Мапа Чічестер

  Колчестер

  Ковентрі

  Дербі

  Донкастер

  Дарем

  Ілі

  Ексетер

  Глостер

  Герефорд

  Кінгстон-апон-Халл

  Ланкастер

  Лідс

  Лестер

  Лічфілд

  Лінкольн

  Ліверпуль

  Лондонське Сіті

  Манчестер

  Мілтон-Кінз

  Ньюкасл-апон-Тайн

  Норвіч

  Ноттінгем

  Оксфорд

  Пітерборо

  Плімут

  Портсмут

  Престон

  Ріпон

  Салфорд

  Солсбері

  Шеффілд

  Саутгемптон

  Саутенд-он-Сі

  Сент-Олбанс

  Сток-он-Трент

  Сандерленд

  Труро

  Вейкфілд

  Веллс

  Вестмінстер

  Вінчестер

  Вулвергемптон

  Вустер

  Йорк

#### Шотландія
Абердін

  Данді

  Данфермлайн

  Едінбург

  Глазго

  Інвернесс

  Перт

  Стерлінг

#### Уельс
Бангор

  Кардіфф

  Ньюпорт

  Сент-Асаф

  Сент-Дейвідс

  Свонсі

  Рексем

#### Північна Ірландія
Арма

  Бангор

  Белфаст

  Лісберн

  Деррі

  Ньюрі